# Hungol
Der Fluss Hungol (Urdu دریائے ہنگول daryā-e H*ngwl) befindet sich in der pakistanischen Provinz Belutschistan. 
Mit einer Länge von etwa 560 Kilometern ist er der längste Fluss Belutschistans und gehört zu den längsten Flüssen Pakistans. Der Hungol fließt durch den Hingol-Nationalpark an der Makran-Küste. Anders als die meisten Flüsse in Belutschistan, die nur in seltenen Regenzeiten fließen, fließt der Hungol über das ganze Jahr.